# Défenseur (1754)
Le Défenseur était un vaisseau à deux ponts portant 74 canons, construit par Pierre Salinoc à Brest en 1752 et lancé cette même année. Il fut mis en chantier pendant la vague de construction qui sépare la fin de guerre de Succession d'Autriche (1748) du début de la guerre de Sept Ans (1755). Il participa à des missions vers le Canada français et vers les Antilles lors de la guerre de Sept Ans.

## Caractéristiques générales
Le Défenseur était un vaisseau de force de 74 canons lancé selon les normes définies dans les années 1740 par les constructeurs français pour obtenir un bon rapport coût/manœuvrabilité/armement afin de pouvoir tenir tête à la marine anglaise qui disposait de beaucoup plus de vaisseaux depuis la fin des guerres de Louis XIV. Sans être standardisé, le Défenseur, partageait les caractéristiques communes de tous les « 74 canons » construits à des dizaines d’exemplaires jusqu’au début du XIXe siècle et qui répondait à la volonté des responsables navals d’exploiter au mieux cette excellente catégorie de navire de guerre.
Sa coque était en chêne. Son gréement, (mâts et vergues) était en pin. Il y avait aussi de l’orme, du tilleul, du peuplier et du noyer pour les affûts des canons, les sculptures des gaillards et les menuiseries intérieures. Les cordages (80 tonnes) et les voiles (à peu près 2 500 m2) étaient en chanvre. Un deuxième jeu de voiles et de cordages était tenu en réserve en soute. Prévu pour pouvoir opérer pendant des semaines très loin de ses bases européennes s’il le fallait, ses capacités de transport étaient considérables. Il emportait pour trois mois de consommation d’eau, complétée par six mois de vin. S’y ajoutait pour cinq à six mois de vivres, soit plusieurs dizaines de tonnes de biscuits, farine, légumes secs et frais, viande et poisson salé, fromage, huile, vinaigre, sel, sans compter du bétail sur pied qui devait être abattu au fur et à mesure de la campagne.
Le bâtiment portait l'armement habituel des « 74 canons », soit, :
- 28 canons de 36 livres dans sa première batterie ;
- 30 canons de 18 livres dans sa seconde batterie ;
- 16 canons de 8 livres sur ses gaillards.

Cette artillerie en fer pesait 215 tonnes. Lorsqu'elle tirait, elle pouvait délivrer une bordée pesant 838 livres (soit à peu près 420 kg) et le double si le navire faisait feu simultanément sur les deux bords. Le vaisseau embarquait près de 6 000 boulets pesants au total 67 tonnes. Ils étaient stockés dans des puits à boulets autour des mâts. S’y ajoutait des boulets ramés, chaînés et beaucoup de mitraille (8 tonnes). Il y avait 20 tonnes de poudre noire, stockée sous forme de gargousses ou en vrac dans les profondeurs du vaisseau. En moyenne, chaque canon disposait de 50 à 60 boulets.

## Carrière

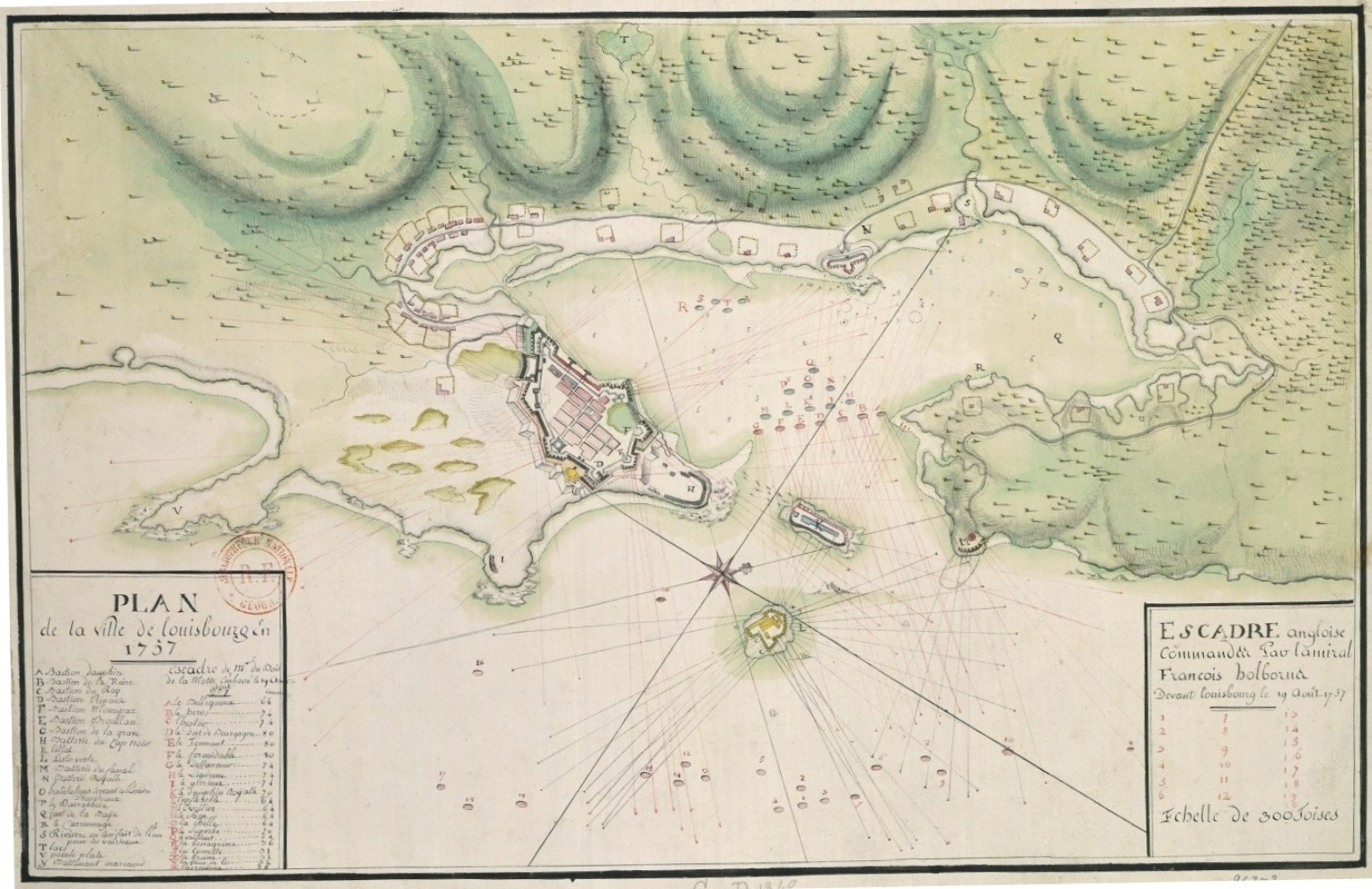
Le dispositif français à Louisbourg en 1757. Le Défenseur participa à la défense du port dans l'escadre de Dubois de La Motte.

En 1755, alors que la guerre reprenait entre la France et l'Angleterre, le Défenseur était commandé par le capitaine Louis-Joseph de Beaussier de l'Isle. Il fut intégré dans la flotte de 18 voiles (11 transports et 4 frégates escortés par 3 vaisseaux) aux ordres de Dubois de La Motte qui devait transporter d'importants renforts pour le Canada. Pour cette mission, il fut réduit en en flûte à 24 canons afin de pouvoir embarquer troupes et matériel. La mission fut un succès, malgré la tentative anglaise d'interception au large de Terre-Neuve. 
En 1757, le Défenseur passa sous les ordres du comte de Blénac Courbon et se retrouva intégré dans la division de 5 vaisseaux et une frégate du chef d'escadre Bauffremont qui devait faire voile pour les Antilles et l'Amérique du Nord afin d'y défendre les îles à sucre et Louisbourg. Le 31 janvier, il appareilla de Brest pour Saint-Domingue où il arriva quelques semaines plus tard avec les autres vaisseaux pour y débarquer des troupes. Puis il fit route vers le Canada où il arriva en mai, participant ainsi à l'importante concentration navale qui sauva Louisbourg de l'invasion cette année-là. En octobre, le Défenseur quitta la place pour rentrer en France. Comme les autres vaisseaux, il fut touché par la grave épidémie de typhus qui ravagea les équipages et qui contamina Brest à l'arrivée en novembre, faisant des milliers de morts dans la ville. 
Il ne fut pas engagé en 1759 dans les batailles de Lagos et des Cardinaux qui virent la défaite des escadres de Toulon et de Brest dans une nouvelle tentative de débarquement en Angleterre. Le Défenseur repartit en campagne en 1761. Il faisait partie de l’escorte de huit vaisseaux et quatre frégates qui appareilla de Brest le 23 décembre 1761 avec un gros convois de 5 500 soldats à destination de la Martinique qui était sur le point d’être attaquée par les Anglais. Cette force était placée sous le commandement de Blénac-Courbon monté sur le Duc de Bourgogne. Elle réussit à forcer le blocus anglais devant Brest, mais arriva peu après la capitulation de l’île (12 février 1762). Le Défenseur passa alors à Saint-Domingue pour y débarquer les troupes afin de mettre cette importante colonie française à l’abri d’une tentative de débarquement. 
Il fut retiré de la flotte en 1778,.